# 教育機関
教育機関（きょういくきかん）とは、「教育、学術および文化に関する事業」または「教育、学術および文化と密接な関連がある事業」を行うことを主目的とする機関。

## 概説
国や地方自治体によって管理される教育を公教育という。公教育の典型が学校教育や社会教育であり、前者を行う機関として学校、後者を行う機関として図書館、博物館、公民館などがある。
公教育の性格は国ごとの政治、経済、社会的状況、歴史的背景により異なる。例えば特定の宗教を国教に定めている国の教育制度では公教育に宗教教育を含むこともある。また、義務教育の実施についても期間等に国による違いがある。
公教育は歴史的には教育の担い手が寺院や教会などの宗教的組織から国へと移ることで宗教的中立が図られ、すべての子どもが教育を受けるべきという理念から義務性や無償性が確立された。義務、無償、中立の3つの基盤は公教育の原則といわれている。

## 日本の教育機関

### 教育基本法
教育基本法第6条第1項は学校教育について「法律に定める学校は、公の性質を有するものであって、国、地方公共団体及び法律に定める法人のみが、これを設置することができる。」と定める。また教育基本法第12条第2項は社会教育について「国及び地方公共団体は、図書館、博物館、公民館その他の社会教育施設の設置、学校の施設の利用、学習の機会及び情報の提供その他の適当な方法によって社会教育の振興に努めなければならない。」と定める。

### 地方公共団体が設置する教育機関

#### 種類・類型など
地方公共団体が設置する教育機関については、「地方教育行政の組織及び運営に関する法律」（昭和31年法律第162号）の「第4章 教育機関」などに定めがある。
地方公共団体が設置する教育機関の定義に関しては、「地方教育行政の組織及び運営に関する法律」の第30条（見出しは「（教育機関の設置）」）が参照されることが多く、同法の第30条は、次の通りである。
第30条 地方公共団体は、法律で定めるところにより、学校、図書館、博物館、公民館その他の教育機関を設置するほか、条例で、教育に関する専門的、技術的事項の研究又は教育関係職員の研修、保健若しくは福利厚生に関する施設その他の必要な教育機関を設置することができる。
「地方教育行政の組織及び運営に関する法律」の第30条に基づいて、教育機関を分類すると次の通りとなる。
- 法律で定めるところにより設置する教育機関
  - 学校（学校教育施設、学校教育機関）
  - 図書館（社会教育施設）
  - 博物館（社会教育施設）
  - 公民館（社会教育施設）
  - その他の必要な教育機関
- 条例で設置することができる教育機関
  - 教育に関する専門的、技術的事項の研究に関する施設（研究施設）
  - 教育関係職員の研修に関する施設（研修施設）
  - 教育関係職員の保健に関する施設（保健施設）
  - 教育関係職員の福利厚生に関する施設（福利厚生施設）
  - その他の必要な教育機関 - 例: 専修学校、各種学校など

#### 所管
地方公共団体が設置する教育機関については、大学（短期大学を含む）は地方公共団体の長が所管し、その他のもの（大学を除く学校、社会教育施設など）は教育委員会が所管する。（地方教育行政の組織及び運営に関する法律第32条本文）
ただし、2008年（平成20年）4月1日からは、条例の定めるところにより、地方公共団体の長が、「スポーツに関すること（学校における体育に関することを除く）」「文化に関すること（文化財の保護に関することを除く）」に関する事務のいずれかまたはすべてを管理し、および執行することとされたことのみに係る教育機関の所管は、地方公共団体の長となる。（地方教育行政の組織及び運営に関する法律第23条・第24条・第24条の2・第32条ただし書き、などを参照）

#### 行政における解釈
1956年（昭和31年）9月10日に文部省（現在の文部科学省）の初等中等教育局長によって出された通達「文初地411号」においては、地方公共団体が設置する教育機関について、次の通り解されている。
地方自治法（昭和22年法律第67号）の第244条の2第1項（当時は、第213条第1項）において、普通地方公共団体（都道府県および市町村）は、法律または法律に基づく政令に特別の定めがあるものを除くほか、住民の福祉を増進する目的をもって住民の利用に供するための「公の施設」（当時は、「営造物」）の設置および「公の施設」の管理に関する事項を条例で定めなければならないとされている（なお、特別区、地方公共団体の組合、財産区、合併特例区についても同様である）。
ただし、地方自治法の第244条の2第1項による「公の施設」の設置および管理に関する条例は、「地方教育行政の組織及び運営に関する法律」第30条による教育機関の条例と異なり、当該地方公共団体で設置する「公の施設」の設置および管理についての一般的に守る事項を定めるもので、個々の「公の施設」の設置について個々の条例を要するものではない。
1963年（昭和38年）12月10日に文部省（現在の文部科学省）の初等中等教育局長によって出された回答文書「委初5の50」においては、地方公共団体が設置する教育機関について、次の通り解されている。
学校教育法（昭和22年法律第26号）第1条に定める学校は、地方自治法（昭和22年法律第67号）第244条の「公の施設」に該当し、設置は、第244条の2に基づく条例によることとなる。「公の施設」として学校の設置および管理を条例で規定する場合の内容は、学校の名称および位置を規定すれば足りる。管理は条例で定めることを要しない。
1957年（昭和32年）6月11日に文部省（現在の文部科学省）の初等中等教育局長によって出された回答文書「委初158号」においては、地方公共団体が設置する教育機関について、次の通り解されている。
「地方教育行政の組織及び運営に関する法律」の第30条の「教育機関」とは、「教育、学術および文化」に関する事業、または、「教育、学術および文化」に関する、専門的・技術的事項の研究もしくは教育関係職員の研修、保健、福利、厚生等の「教育、学術および文化」と密接な関連のある事業を行うことを主目的とし、専属の物的施設および人的施設を備え、かつ、管理者の管理の下に自らの意思をもって継続的に事業の運営を行う機関である。（回答の1）
公立の各種学校（地方公共団体が設置する各種学校）は、「地方教育行政の組織及び運営に関する法律」の第30条の設置条例を必要とする教育機関である。（回答の2）（註: 当時は、専修学校の制度がなかったため、専修学校も「地方教育行政の組織及び運営に関する法律」の第30条の設置条例を必要とする教育機関と考えられる）
児童福祉法（昭和22年法律第164号）に基づく児童福祉施設（助産施設、乳児院、母子生活支援施設、保育所、児童厚生施設、児童養護施設、知的障害児施設、知的障害児通園施設、盲ろうあ児施設、肢体不自由児施設、重症心身障害児施設、情緒障害児短期治療施設、児童自立支援施設および児童家庭支援センター）および職業能力開発促進法（昭和44年法律第64号）に基づく公共職業能力開発施設（職業能力開発校、職業能力開発短期大学校、職業能力開発大学校、職業能力開発促進センターまたは障害者職業能力開発校）（当時は、職業安定法（昭和22年法律第141号）（現行法）に基づく職業補導施設）は、「地方教育行政の組織及び運営に関する法律」の第30条の教育機関には含まれない。（回答の3）
1959年（昭和34年）4月23日に文部省（現在の文部科学省）の初等中等教育局長によって出された回答文書「委初80号」においては、地方公共団体が設置する教育機関について、次の通り解されている。
市町村が小学校・中学校を設置するにあたっては、やむをえない場合においては、市町村の区域外に設けることができる。

## 米国の教育機関

### 就学前教育
就学前教育は幼稚園や保育学校等で行われる。

### 初等・中等教育
義務教育の就学義務開始年齢や義務教育年限は州により異なる。
公立初等学校の形態別の割合は、3年制又は4年制小学校6.8%、5年制小学校32.8%、6年制小学校18.2%、8年制小学校8.0%、ミドルスクール17.5%、初等・中等双方の段階にまたがる学校7.8%，その他8.9%である。
公立中等学校の形態別の割合は、下級ハイスクール（3年又は2年制）11.2%、上級ハイスクール（3年制）2.6%、4年制ハイスクール48.6%、上級・下級併設ハイスクール（通常6年）11.0%、初等・中等双方の段階にまたがる学校19.2%、その他7.4%である。

### 高等教育
総合大学、文理大学、専門大学（Professional Schools）、短期大学の4種類がある。